# Nuclear football

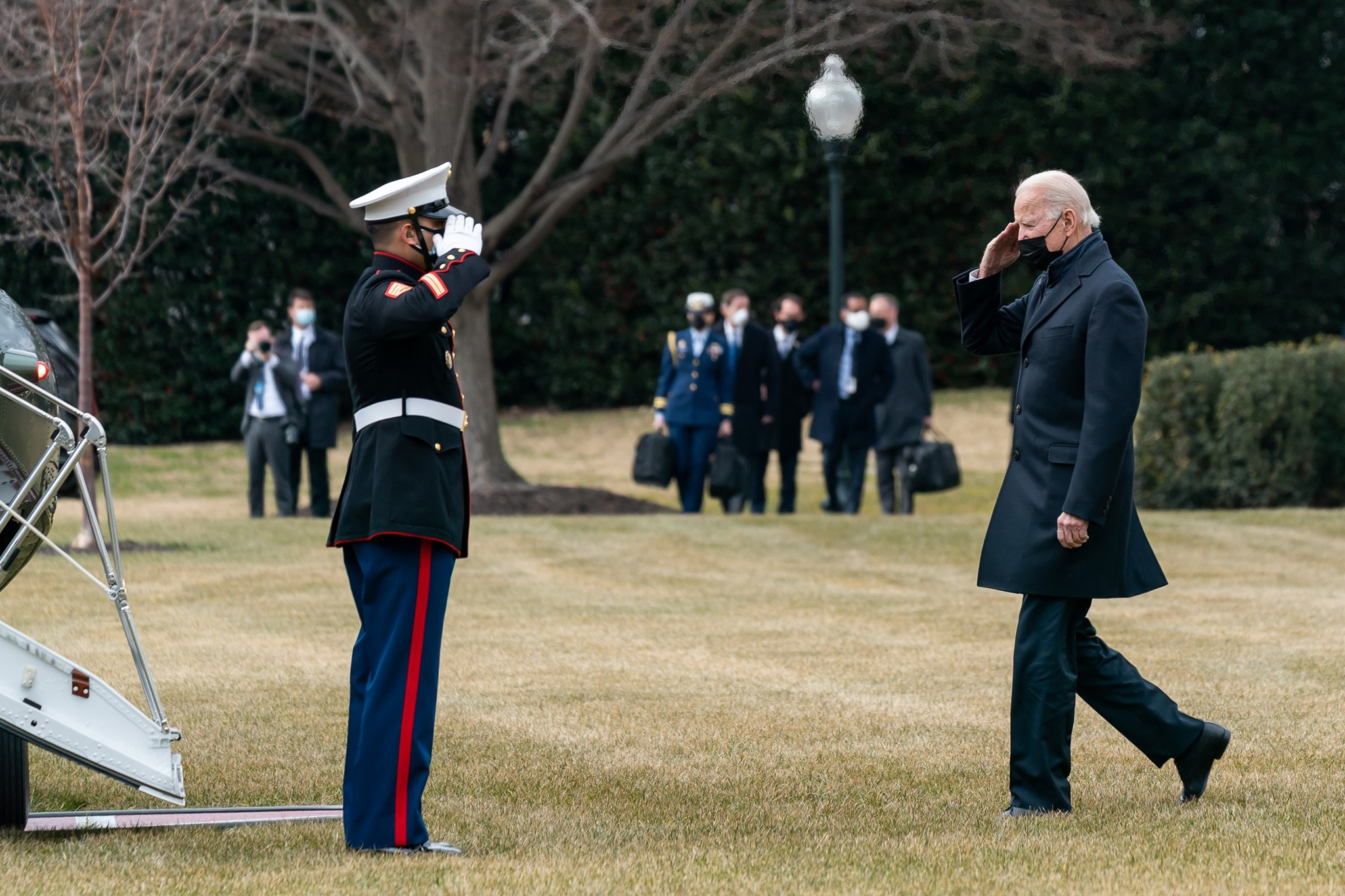
Joe Biden intenzionato salire a bordo di un elicottero. L'assistente militare al centro, sullo sfondo, porta con se la valigetta nucleare.

Nuclear football è il nome con cui viene colloquialmente chiamata una valigetta nera che, trasportata da un militare, accompagna il Presidente degli Stati Uniti d'America in ogni spostamento dalla Casa Bianca. È più propriamente detta president's emergency satchel, ovvero "cartella di emergenza del presidente".
Il contenuto della valigetta può essere utilizzato dal presidente, in caso di emergenza, per ordinare l'uso di armi nucleari.

## Contenuto
Il contenuto della nuclear football è stato descritto nel 1980 da Bill Gulley, direttore dell'ufficio militare della Casa Bianca (WHMO).
La valigetta contiene tre documenti cartacei:
- Il "libro nero" (Black Book), composto da 75 pagine nere con testo bianco in formato lettera (8,5 × 11 pollici), in cui le opzioni di risposta ad un attacco nucleare sono scritte in rosso. Vi è anche la descrizione dei possibili obiettivi strategici, del loro valore strategico secondo i vari scenari e delle vittime che un eventuale attacco potrebbe causare.[2]
- Un altro libro scritto in bianco su nero delle stesse dimensioni, che contiene una lista dei luoghi sicuri per il trasferimento del presidente.
- Una cartella di 8 o 10 pagine con la descrizione delle procedure per l'impiego del sistema radiotelevisivo d'emergenza.

Vi è poi una tessera contenente i codici di autenticazione, denominata "The Biscuit" (Il Biscotto), che deve essere sempre portata indosso dal presidente.
La borsa contiene anche un telefono, che il Presidente può usare qualora si trovi in viaggio per mettersi in contatto attraverso una linea sicura e via satellite con il National Military Command Center (NMCC), il centro di comando militare statunitense che gestisce tutti i lanci di ordigni nucleari.

## Utilizzo
Il presidente, nei suoi spostamenti, viene accompagnato da un militare, a rotazione tra cinque indicati ognuno da un comparto militare, che è armato e trasporta la borsa, alla quale a volte è anche legato con connessioni fisiche. La tessera che il presidente porta indosso, chiamata colloquialmente "biscotto", contiene i codici necessari per l'identificazione (gold codes); una volta identificatosi, il presidente può ordinare il lancio di missili intercontinentali singoli o l'esecuzione di piani di guerra di larga scala già elaborati. L'ordine deve comunque essere sempre confermato da un secondo soggetto appartenente al governo.

## Storia
Il sistema della nuclear football venne introdotto da John Fitzgerald Kennedy con un documento segreto, il National Security Action Memorandum: durante la crisi dei missili di Cuba, Kennedy si rese conto della possibilità che i comandanti sovietici lanciassero missili nucleari senza autorizzazione da Mosca, quindi, a crisi terminata, decise di dare avvio ad una revisione del sistema di comando militare statunitense, portando all'introduzione della football.
Il soprannome "football" si deve al piano di guerra nucleare statunitense, inizialmente denominato dropkick, come un particolare calcio del pallone nei giochi del football americano e del rugby.
Nella storia alcuni presidenti si sarebbero accidentalmente e pericolosamente separati dal "biscotto"; in particolare questo sarebbe accaduto a Jimmy Carter, Ronald Reagan e Bill Clinton. Carter, in particolare, lasciò la scheda in una giacca che venne portata in tintoria. Nel 1981 il "biscotto" di Reagan venne gettato nella spazzatura dai medici dell'ospedale della George Washington University che tolsero al presidente i vestiti dopo l'attentato di cui fu vittima; i codici furono recuperati dall'FBI. Secondo il generale Robert Patterson, nel 1998, ad un giorno dallo scandalo Lewinsky, il presidente Clinton si accorse di aver perso il "biscotto" ed il suo staff dovette cercarlo a lungo, addirittura mesi secondo il generale Hugh Shelton. Vi fu un'altra occasione in cui Clinton ebbe problemi con la valigetta, tornando da un vertice NATO senza essere accompagnato dall'ufficiale con la borsa, che rientrò a piedi alla Casa Bianca.
Si racconta che nell'estate del 1974, negli ultimi giorni della presidenza di Richard Nixon, segnati dalla sua depressione, il presidente abbia annunciato in una riunione con i leader del Congresso di essere in grado di "andare in ufficio e prendere un telefono, e in 25 minuti milioni di persone sarebbero morte". In conseguenza a ciò pare che l'allora segretario alla Difesa James Schlesinger abbia dato ai massimi ranghi militari un ordine permanente senza precedenti: se il presidente avesse richiesto un attacco nucleare, prima di procedere sarebbe stato necessario consultare lui o il segretario di Stato Henry Kissinger. Gli storici, tuttavia, discutono ancora l'accuratezza e la veridicità di tale episodio.
Nel 2017, durante la visita del presidente Donald Trump in Cina, i funzionari cinesi cercarono di impedire al militare con la borsa di entrare nell'auditorium della Grande Sala del Popolo di Pechino.